# FSPF
Fabric Shortest Path First (FSPF) - стандартний протокол знаходження найкоротшого шляху в Fibre Channel Fabric, який базується на технології відстеження стану каналу (link-state technology).
FSPF був розроблений Brocade Communications Systems, і з тих пір прийнятий як промисловий стандарт для маршрутизації між Fibre Channel комутаторами всередині фабрики.

## Компоненти FSPF
FSPF складається з чотирьох основних компонентів:
- Hello протокол, використовується для встановлення зв'язку з сусіднім комутатором, ідентифікації цього комутатора і обміну з ним FSPF параметрами;
- база даних топології з протоколами і механізмами для підтримки бази даних в синхронізованому стані на всіх комутаторах в фабриці;
- алгоритм розрахунку шляху;
- оновлення таблиці маршрутизації.

Метою Hello протоколу є визначення, чи двостороннє з'єднання з сусіднім комутатором встановлено, чи розірвано. Крім того, протокол Hello надає інформацію про додаткові можливості, які підтримує  комутатор щодо вибору шляху, може надавати також деяку інформацію про віддалене з'єднання, зокрема, дозволяє асоціювати ID локального порту з ID віддаленого порту. Протокол Hello реалізовано через обмін Hello повідомленнями.
Синхронізація бази даних топології складається з початкової синхронізації і механізму оновлень. Початкова синхронізація виконується, коли завантажується комутатор або додається Inter Switch Link (ISL). Механізм оновлення використовується коли змінюється стан каналу, наприклад падає або піднімається  ISL, або на періодичній основі для запобігання видалення комутатором інформації про топологію з бази даних.
Алгоритмом розрахунку шляху може бути будь-який алгоритм, який визначає найменш затратний шлях. Одним з можливих кандидатів є алгоритм Дейкстри, але це не є обов'язковою вимогою для сумісності.
Оновлення таблиці маршрутизації не розглядається в специфікації FSPF, так як воно строго залежить від реалізації. Різні комутатори можуть мати різні внутрішні механізми маршрутизації, що не заважає їм взаємодіяти.